# باري ماثيوز (ضابط شرطة)
باري ماثيوز (بالإنجليزية: Barry Matthews)‏ هو ضابط شرطة نيوزيلندي، ولد في 1946.